# Ејбрам-Перезвил (Тексас)
Ејбрам-Перезвил (енгл. Abram-Perezville) насељено је место без административног статуса у америчкој савезној држави Тексас.

## Демографија
По попису из 2000. године број становника је 5.444.
| Група             | 2000.         | 2010.    |
| Белци             | 974 (17,9%)   | 0 (0,0%) |
| Афроамериканци    | 12 (0,2%)     | 0 (0,0%) |
| Азијати           | 3 (0,1%)      | 0 (0,0%) |
| Хиспаноамериканци | 4.442 (81,6%) | 0 (0,0%) |
| Укупно            | 5.444         | 0        |